# Horodîșce, Sambir
Horodîșce (în ucraineană Городище) este localitatea de reședință a comunei Horodîșce din raionul Sambir, regiunea Liov, Ucraina.

## Demografie
Componența lingvistică a localității Horodîșce
     Ucraineană (100%)
Conform recensământului din 2001, toată populația localității Horodîșce era vorbitoare de ucraineană (100%).